# Gerd Kische
Gerhard ("Gerd") Kische (Teterow, 23 oktober 1951) is een voormalig voetballer uit Oost-Duitsland, die speelde als verdediger. Hij kwam vrijwel zijn gehele loopbaan uit voor Hansa Rostock, na te zijn begonnen bij Post Neubrandenburg.

## Interlandcarrière
Kische, bijgenaamd "Blitz von Teterow", kwam in totaal 63 keer (nul doelpunten) uit voor de nationale ploeg van Oost-Duitsland in de periode 1971–1980. Onder leiding van bondscoach Georg Buschner maakte hij zijn debuut op 16 augustus 1971 in de vriendschappelijke wedstrijd tegen Mexico (0–1) in Guadalajara. Kische maakte deel uit van de Oost-Duitse ploeg, die in 1976 de gouden medaille won bij de Olympische Spelen in Montreal. Tevens nam hij met zijn vaderland deel aan het WK voetbal 1974.